# Verve Records
 "Verve" omdirigeres hertil. For det britiske band, se The Verve.
Verve Records er et aktivt amerikansk pladeselskab ejet af Universal Music Group (UMG).
Verve Records blev grundlagt i 1956 af Norman Granz og har et omfattende katalog af udgivelser indenfor jazz med indspilninger af artister som Ella Fitzgerald, Nina Simone, Stan Getz, Bill Evans, Billie Holiday, Oscar Peterson, Jon Batiste og Diana Krall samt en række indspilninger, der falder uden for jazz, herunder albums fra forskellige kunstnere som Velvet Underground, Frank Zappa and the Mothers of Invention og mange flere. Verve overtog forlagsrettigheder fra Granz' tidligere label, Clef Records (grundlagt i 1946), Norgran Records (grundlagt i 1953) og materiale, som tidligere var ejet af Mercury Records.
Verve har under UMG's ejerskab været label for en række moderne kunstnere, herunder Kurt Vile, Everything But the Girl, Samara Joy og Arooj Aftab. Det omstrukturerede Verve Records er nu en del af Verve Label Group (VLG), et datterselskab under Universal Music Group, der også har overtaget katalogerne fra Verve Forecast, Impulse! og Decca Records.

## Historie
Norman Granz grundlagde Verve for at producere indspilninger med Ella Fitzgerald, som han var manager for. Verves første album var Ella Fitzgerald Sings the Cole Porter Song Book. Kataloget voksede op igennem 1950'erne og 1960'erne, hvor Verve bl.a. udgav jazzartister som Charlie Parker, Bill Evans, Stan Getz, Billie Holiday, Oscar Peterson, Ben Webster og Lester Young samt dansk-amerikanske Kai Winding.
Norman Granz solgte i 1960 Verve til MGM, og kort efter blev Creed Taylor gjort til Verves hovedproducer. Taylor valgte en mere kommerciel tilgang og opsagde flere kontrakter. Han bragte bossa nova til Amerika med udgivelserne af Jazz Samba af Stan Getz og Charlie Byrd, Getz/Gilberto og Walter Wanderleys Rain Forest.
I 1964 etablere Taylor oprettelsen af sub-label, Verve Folkways, senere omdøbt til Verve Forecast, der udgav folk music. Taylor forlod Verve i 1967 og dannede CTI Records. Udover jazz inkluderede Verves katalog Righteous Brothers, Velvet Underground, Frank Zappa & the Mothers of Invention, Richie Havens, Janis Ian, Rare Earth og The Blues Project m.v.
I 1970'erne blev Verve en del af PolyGram, der tidligere havde købt Mercury /EmArcy jazzkataloget fra sin medejer, Philips.
Som en del af PolyGram Classics and Jazz i 1990'ere, signede Verve en række jazz-artister, herunder bl.a. Herbie Hancock, Wayne Shorter, Joe Henderson, Roy Hargrove, John Scofield og Abbey Lincoln, men udgav også anden musik end jazz, eksempelvis med singer-song writeren Gino Vannelli og Talk Talks album Laughing Stock.
PolyGram blev i 1998/99 fusioneret ind i Universal Music Group og Verve Records blev herefter til Verve Music Group, der blev label for de fusionerede virksomheders jazzkatalog. Verve blev i 2006 lagt under Universal Music Enterprises (UMe) og ophørte som selvstændigt label inden for Universal på det tidspunkt.
Verve Records blev dog siden genoplivet som selvstændigt label, og signede artister som Jon Batiste, Samara Joy, Kurt Vile og Arooj Aftab. Verve har haft succes ved Grammy Awards siden 2019, hvor Jon Batiste i 2022 opnåede 11 nomineringer og 5 priser, herunder "årets album" og Samara Joy i 2023 vandt prisen "Bedste nye artist".

## Verve Label Group
Verve Label Group er Universal Music Groups afdeling for klassisk og jazz i USA. Labels i gruppen omfatter Verve og Impulse! og Universal Music Classics, der omfatter Decca Gold og de europæiske mærker Decca Records, Decca Classics, Deutsche Grammophon, Philips Classics, Mercury KX og ECM Records.
Verve Label Group har udvidet sin produktion til ud over jazz at omfatte crossover klassisk musik, progressiv pop og show-melodier (ved at absorbere Decca Records' sub-label Broadway-label ved køb af EMI 's, MGM Records' og MCA Records ' musicalkataloger).